# Javaugues
Javaugues is een gemeente in het Franse departement Haute-Loire (regio Auvergne-Rhône-Alpes) en telt 185 inwoners (2004). De plaats maakt deel uit van het arrondissement Brioude.

## Geografie
De oppervlakte van Javaugues bedraagt 6,9 km², de bevolkingsdichtheid is 26,8 inwoners per km².
De onderstaande kaart toont de ligging van Javaugues met de belangrijkste infrastructuur en aangrenzende gemeenten.

## Demografie
Onderstaande figuur toont het verloop van het inwonertal (bron: INSEE-tellingen).